# Il ragazzo che catturò il vento
Il ragazzo che catturò il vento (The Boy Who Harnessed the Wind) è un film del 2019 scritto, diretto e interpretato da Chiwetel Ejiofor, al suo esordio come regista. Il film è basato sull'omonimo libro di memorie scritto da William Kamkwamba, edito in Italia nel 2010 da Rizzoli.
È stato selezionato per rappresentare il Regno Unito come miglior film in lingua straniera ai premi Oscar 2020.

## Trama
A Kasunguglawi, un piccolo villaggio del Malawi del nord, nel 2001, William Kamkwamba è un giovane studente nato da una famiglia di agricoltori. Nel suo tempo libero, si diletta a sistemare radio e altri apparecchi elettronici appartenenti ad amici e vicini, recuperando i componenti necessari nelle discariche. Quando gli viene impedito di frequentare la scuola a causa dell'impossibilità dei suoi genitori di pagare le tasse scolastiche, ricatta il suo insegnante di scienze (che ha una relazione segreta con sua sorella) per lasciarlo continuare a frequentare le lezioni e avere accesso alla biblioteca della scuola, dove apprende l'ingegneria elettronica e la produzione di energia.
I mancati raccolti dovuti alla siccità e la conseguente carestia colpiscono duramente il villaggio di William, causando rivolte per il razionamento del governo e facendo sì che la famiglia di William venga derubata dei loro già scarsi depositi di grano. La gente inizia presto ad abbandonare il villaggio, compresa la sorella di William, che se ne va insieme all'insegnante per lasciare alla sua famiglia «una bocca in meno da sfamare».
Cercando di salvare il villaggio, William escogita un piano per costruire un mulino a vento con cui alimentare una pompa d'acqua elettrica e ne costruisce un prototipo funzionale. Tuttavia, suo padre considera inutili i suoi tentativi e, dopo che William gli chiede di poter smontare la bicicletta di famiglia per riutilizzarne le parti, distrugge il prototipo. Dopo che il cane di famiglia muore d'inedia, William e suo padre si riconciliano e, con l'aiuto dei suoi amici e dei restanti membri del villaggio, costruiscono con successo un mulino a vento che porta di nuovo il villaggio alla fertilità.

## Distribuzione
Il film è stato presentato in anteprima al Sundance Film Festival 2019 il 25 gennaio. È stato pubblicato da Netflix sulla propria piattaforma streaming il 1º marzo 2019 in tutti i paesi in cui il servizio è disponibile.

## Riconoscimenti
- 2019 - British Independent Film Awards[5]
  - Candidatura per il miglior attore non protagonista a Chiwetel Ejiofor
  - Candidatura per il miglior regista esordiente a Chiwetel Ejiofor
  - Candidatura per i migliori effetti speciali a Andy Quinn
- 2020 - NAACP Image Award
  - Miglior regia a Chiwetel Ejiofor
  - Candidatura per il miglior film indipendente